# Bonnie Bedelia
Bonnie Bedelia Culkin (Nova York, 25 de març de 1948) és una actriu estatunidenca de cinema i televisió.

## Biografia
Bonnie Culkin nasqué al si d'una família jueva. Estudià ballet a Nova York i treballà durant alguns anys a Broadway.
A finals dels anys seixanta Bedelia començà a aparèixer en televisió, i d'aquí passà al cinema, on feu el seu debut el 1969 a la pel·lícula They Shoot Horses, Don't They? amb Jane Fonda. Durant els anys 70 feu poques pel·lícules atès que fou mou selectiva a l'hora d'acceptar papers de caràcter convencional.

## Filmografia
Les seves pel·lícules més destacades són:
- They Shoot Horses, Don't They? (1969)
- The Gypsy Moths (1969)
- Lovers and Other Strangers (1970)
- Between Friends (1973)
- The Big Fix (1978)
- Amor al volant (Heart Like a Wheel) (1983)
- Death of an Angel (1985)
- Més enllà de la realitat (The Boy Who Could Fly) (1986)
- Les violetes son blaves (Violets Are Blue...) (1986)
- La desconeguda (The Stranger) (1987)
- Tal pare, tal fill (Like Father Like Son) (1987)
- The Prince of Pennsylvania (1988)
- Die Hard (1988)
- Fat Man and Little Boy (1989)
- Presumpte innocent (Presumed Innocent) (1990)
- Die Hard 2 (1990)
- Somebody Has to Shoot the Picture (1990)
- La botiga (Needful Things) (1993)
- Judicial Consent (1994)
- Sense paraules (1994)
- Homecoming (1996)
- Bad Manners (1997)
- Anywhere But Here (1999)
- Gloria (1999)
- Sordid Lives: The Series (2000)
- Manhood (2003)
- Berkeley (2005)
- The Noel Diary (2022)

## Premis i nominacions

### Nominacions
- 1984: Globus d'Or a la millor actriu dramàtica per Heart Like a Wheel
- 1994: Primetime Emmy a la millor actriu convidada en sèrie dramàtica per Fallen Angels